# TOLES
Il TOLES (Test of Legal English Skills)  è una certificazione di conoscenza della Lingua inglese di livello superiore dedicata ai giuristi, che valuta le competenze linguistiche in ambito legale.

## Descrizione
L'esame TOLES è gestito dalla Global Legal English, emanazione della Divisione Internazionale della Law Society of England and Wales. Il TOLES è pensato come una certificazione di inglese giuridico di tipo professionale e non di taglio accademico. Il TOLES non è formalmente inserito nel Quadro comune europeo di riferimento per la conoscenza delle lingue.
La certificazione TOLES è stata creata nel 2000, per rispondere alla richiesta di giuristi e studi legali. Gli esami sono offerti a tre livelli, denominati: TOLES Foundation, TOLES Higher e TOLES Advanced.